# Joni Brandão
Joni Brandão (ur. 20 listopada 1989) – portugalski kolarz szosowy startujący w profesjonalnym teamie Sporting Clube de Portugal/Tavira. 
Mistrz Portugalii w wyścigu ze startu wspólnego w 2013 roku. 

## Najważniejsze osiągnięcia
- 2010
  - 3. miejsce w mistrzostwach Portugalii (do lat 23, start wspólny)
- 2011
  - 1. miejsce w Volta a Portugal do Futuro
- 2013
  -  1. miejsce w mistrzostwach Portugalii (start wspólny)
  - 6. miejsce w Tour de Azerbaijan
- 2015
  - 2. miejsce w mistrzostwach Portugalii (start wspólny)
  - 2. miejsce w Volta a Portugal
- 2016
  - 1. miejsce w Volta Internacional Cova da Beira
    - 1. miejsce na 3. etapie

  - 3. miejsce w Vuelta a Castilla y León